# Watou Tripel
Watou Tripel is een Belgisch bier. Het wordt gebrouwen door brouwerij Sint-Bernardus te Watou.
Watou Tripel is een amber-blonde tripel met een alcoholpercentage van 7,5%. Het bier wordt gebrouwen sinds 1998. Het bier wordt gemaakt in samenwerking met Belgomilk.